# Tetowo
Tetowo (maced. Тетово, alb. Tetovë, tur. Kalkandelen) – miasto w północno-zachodniej Macedonii Północnej, w kotlinie Połog, u południowego podnóża gór Szar Płanina, nad rzeką Pena (dopływem Wardaru). Ośrodek administracyjny gminy Tetowo. Liczba mieszkańców – 52 915 osób (54,6% Albańczyków, 35% Macedończyków, 4,5% Cyganów, 3,5% Turków, dane z 2002), wysokość – 455 m n.p.m.
Tetowo jest ośrodkiem przemysłu, głównie drzewnego, metalowego i chemicznego, oraz handlu. Dzięki ciepłemu klimatowi (przeciętna roczna temperatura 11,6 °C) w okolicy kwitnie rolnictwo, dotknięte jednak brakiem wody (średnia roczna ilość opadów 460–500 mm). Przez Tetowo przebiegają droga i linia kolejowa łączące Skopje z Gostiwarem, stanowiące część międzynarodowego szlaku Durrës – Sofia – Stambuł. W mieście działają dwa uniwersytety: Państwowy Uniwersytet w Tetowie (od 1994) i międzynarodowy Uniwersytet Europy Południowo-Wschodniej (od 2001).

## Historia

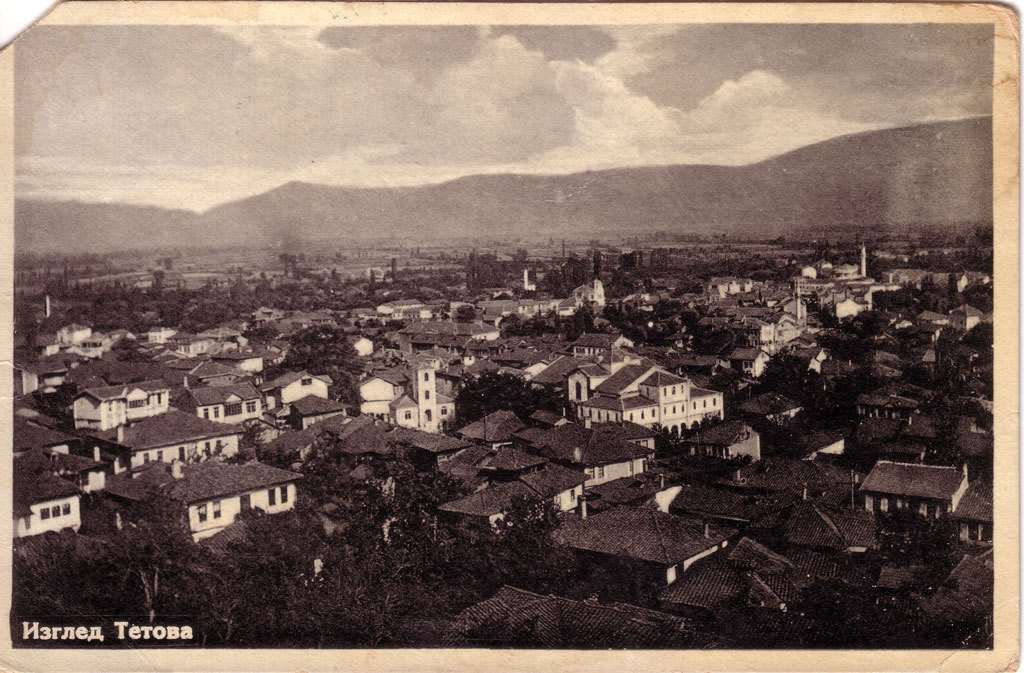
Tetowo na widokówce z 1937

Osadnictwo w okolicach Tetowa rozpoczęło się w epoce brązu, jednak samo Tetowo powstało w XIV wieku jako małe osiedle otaczające prawosławną cerkiew pw. Matki Boskiej. Pod rządami osmańskimi Tetowo rozwijało się jako ośrodek handlu i rzemiosła oraz jako twierdza. W XV wieku powstawały liczne meczety, łaźnie i bazary. Tetowo nabrało charakteru muzułmańskiego i przemianowano je na Kalkandelen. Dzięki korzystnemu położeniu miasto rosło, ściągając ludność z okolicznych wsi i w XIX wieku liczyło 4,5 tys. mieszkańców. Po wojnach bałkańskich Tetowo przypadło Serbii. W 1921 miasto liczyło 15,1 tys. mieszkańców, w tym 7,1 tys. Macedończyków, 6,4 tys. Turków i 1,3 tys. Albańczyków. Podczas II wojny światowej miasto włączono do włoskiej Wielkiej Albanii. 19 marca 1943 założono w Tetowie Komunistyczną Partię Macedonii. W ostatnich latach konflikt albańsko-macedoński spowodował skupienie się w mieście większości Macedończyków z okolicznych wsi, którzy sprzedali swoje gospodarstwa Albańczykom – emigrantom z Macedonii.

## Zabytki i atrakcje
Najciekawszym zabytkiem Tetowa jest meczet Aladża zwany „kolorowym” lub „malowanym” (Шарена џамија), zbudowany w 1459. W okolicy znajduje się tekke (miejsce zgromadzeń) muzułmańskiego odłamu bektaszytów, za komunistycznych czasów obrócone w kompleks rozrywkowy i w 1995 częściowo zwrócone wiernym. 8 km od Tetowa, we wsi Leszok przy drodze do Brezna, leży monaster św. Atanazego z dwiema cerkwiami z 1924 wysadzony przez islamskich fundamentalistów w 2001, po zakończeniu konfliktu odbudowany, oraz pw. Matki Bożej z 1326, z zabytkowymi freskami i marmurowymi kolumnami. W monasterze odbywają się spotkania tłumaczy literatury pięknej, poświęcone pamięci Cyryla Pejczinowicza, macedońskiego pisarza i działacza odrodzenia narodowego, oraz Festiwal Chórów Macedonii. W samym mieście znajdują się zabytkowe cerkwie św. Mikołaja, św. Petki oraz śś. Cyryla i Metodego. W górach nad miastem leży ośrodek turystyki górskiej i sportów zimowych Popowa Szapka (Попова Шапка).

## Galeria

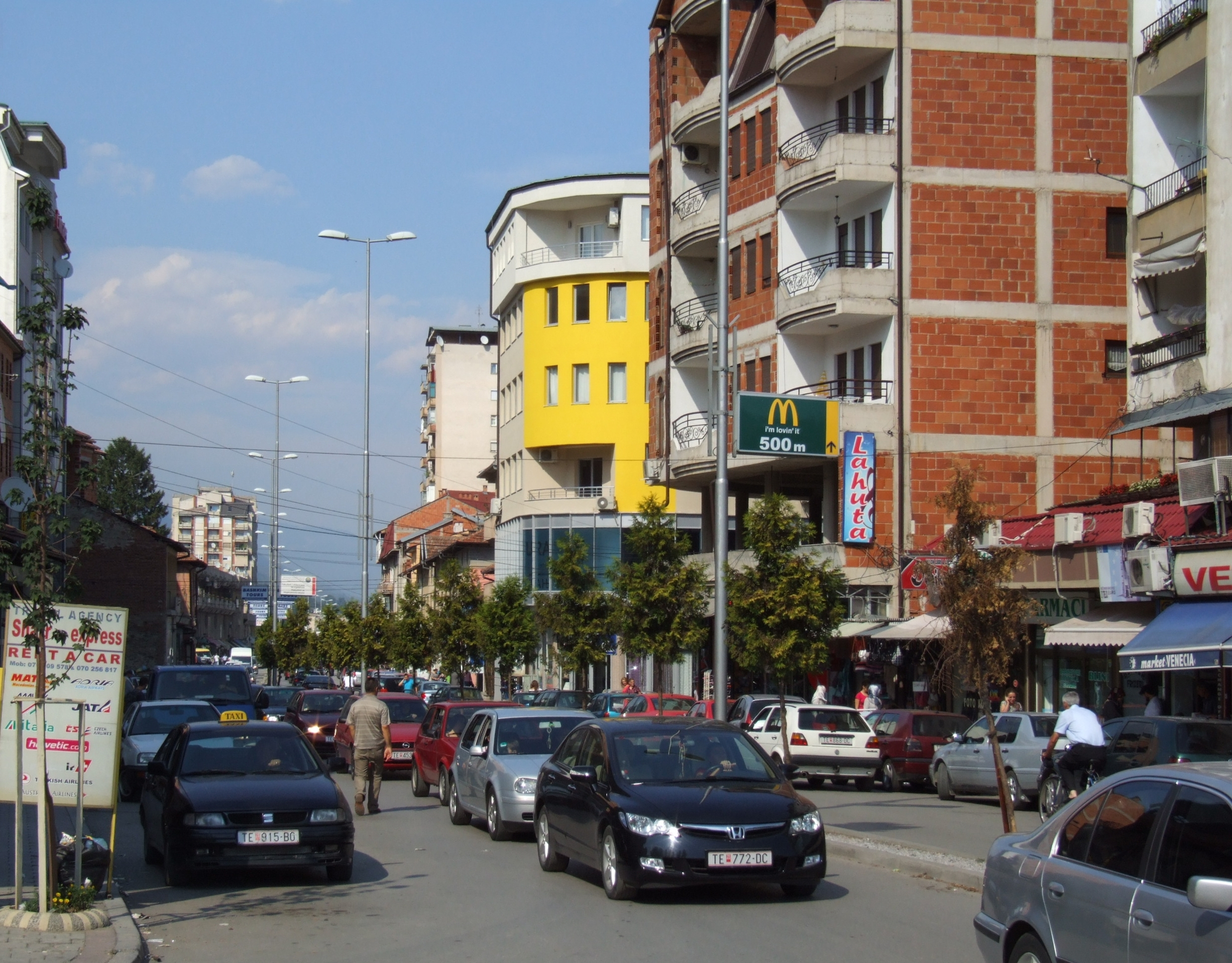
Ulica w Tetowie
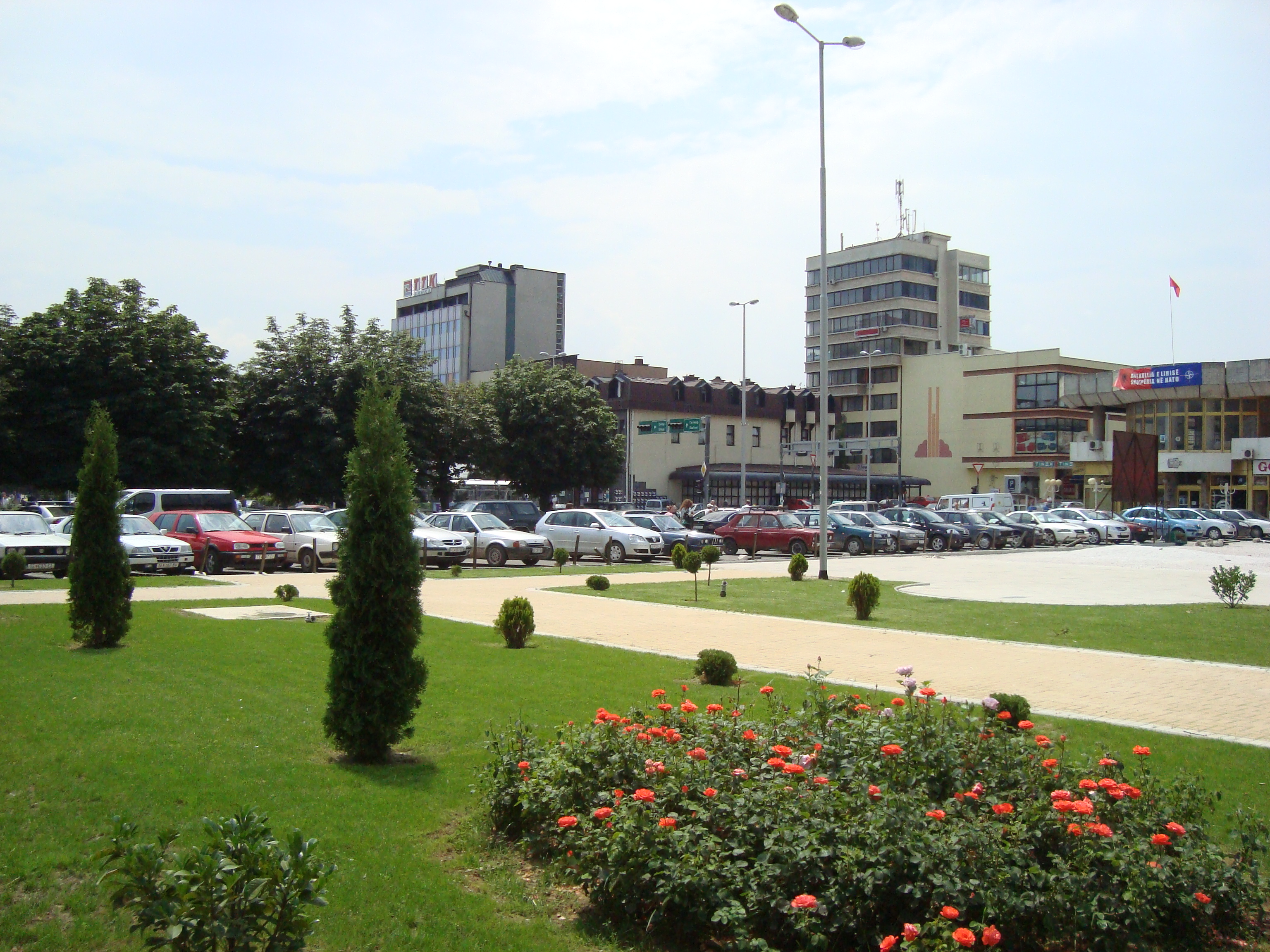
Plac w centrum miasta
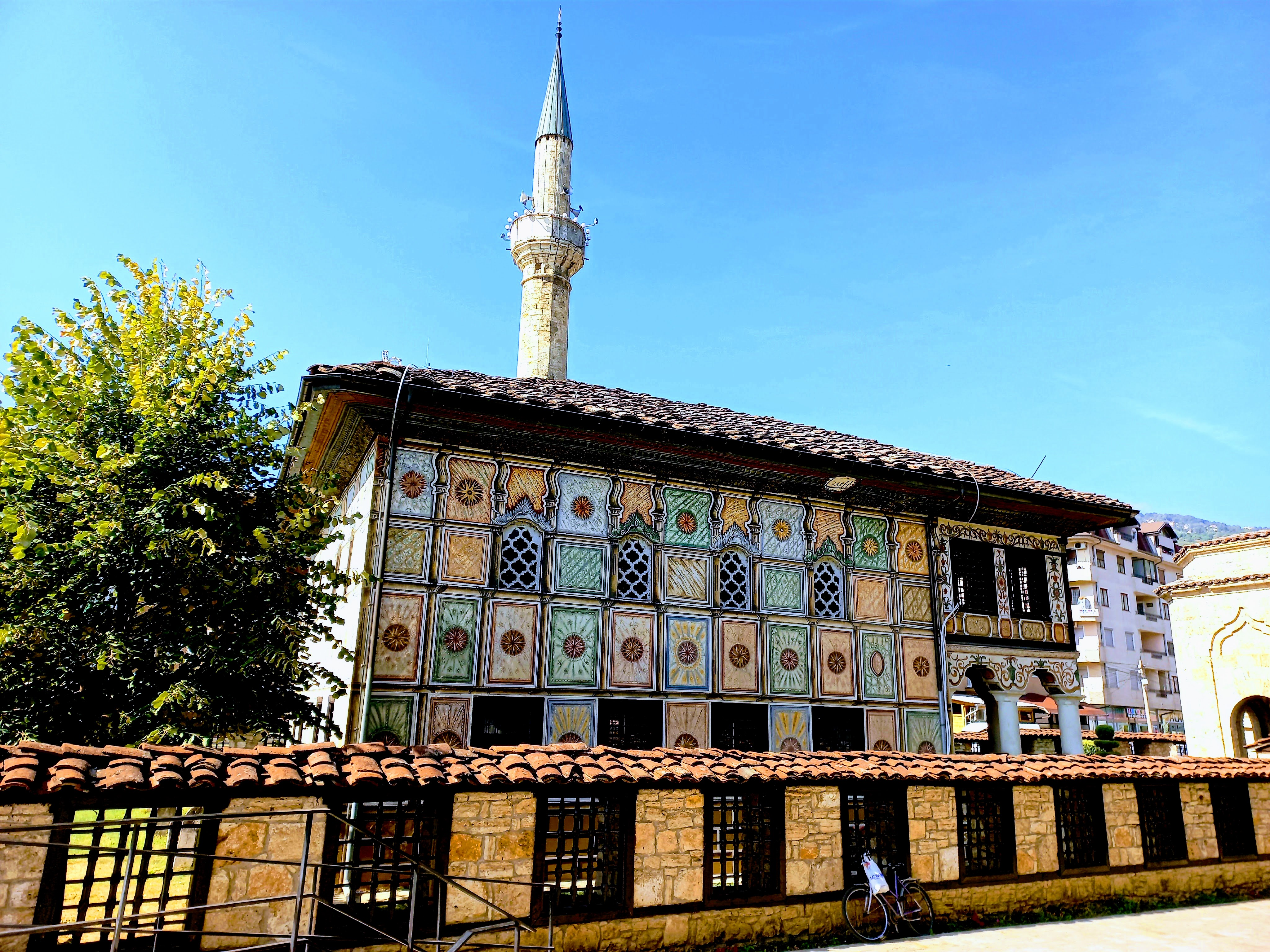
Meczet Aladża – kolorowy meczet w Tetowie
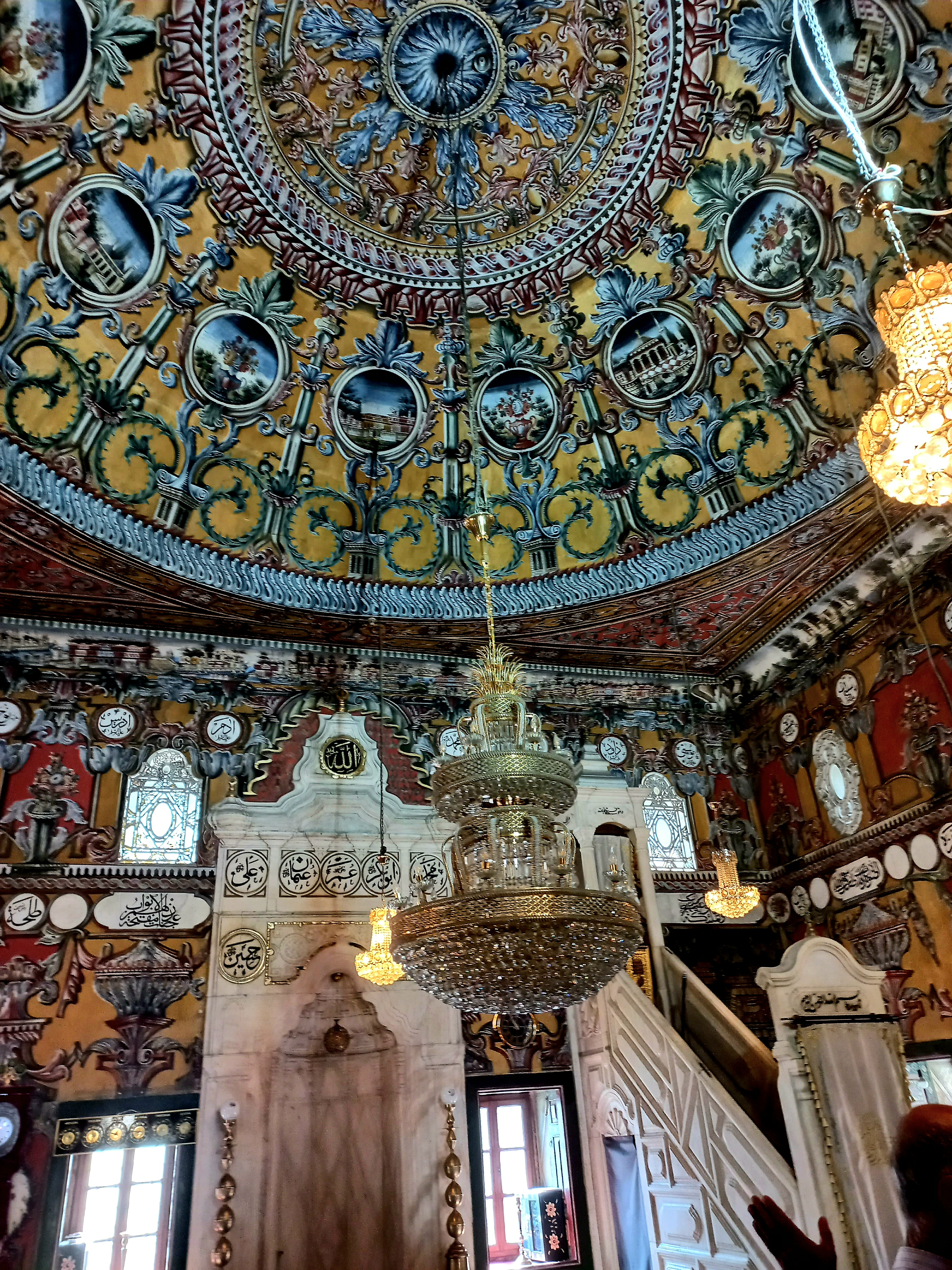
Wnętrze kolorowego meczetu
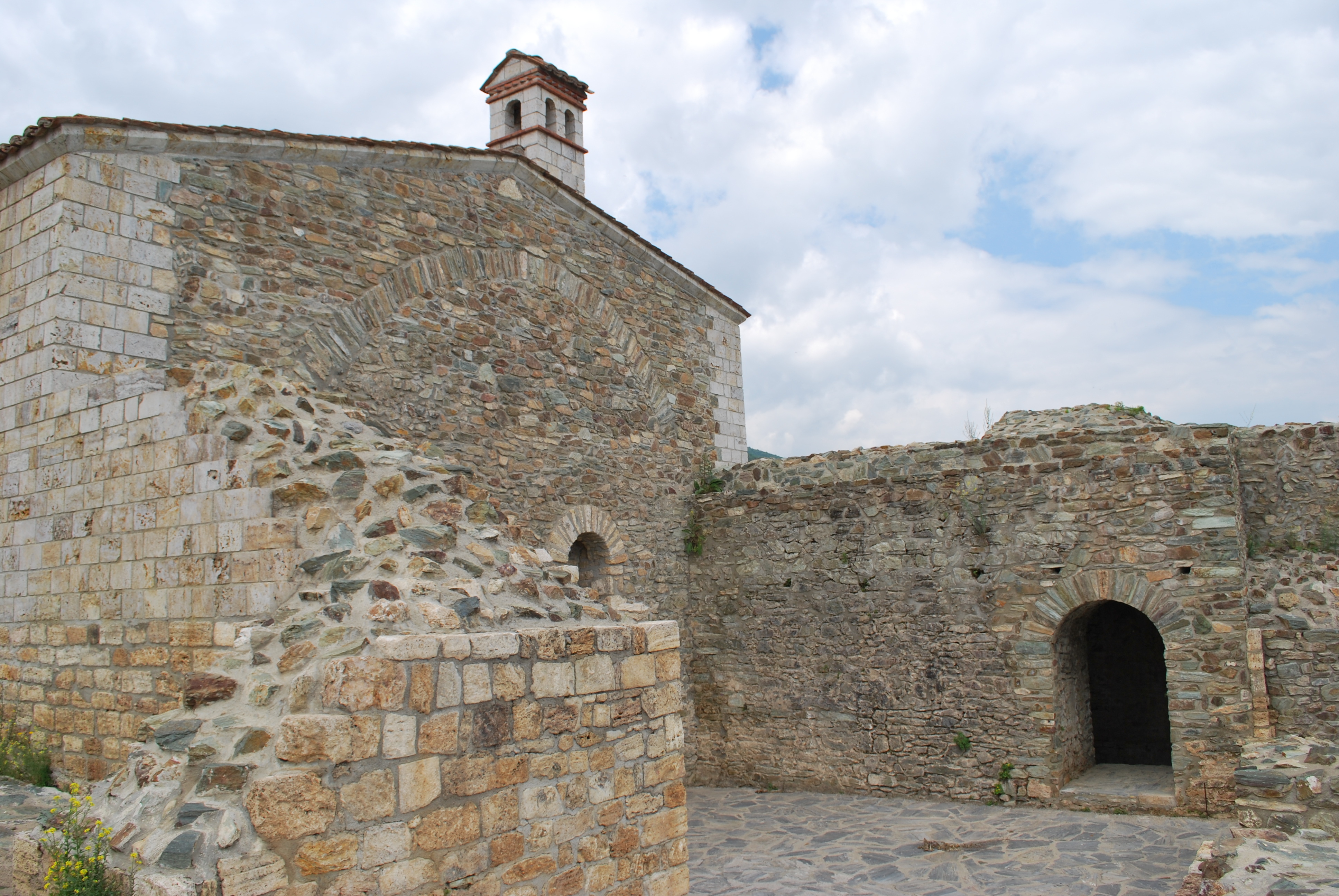
Pozostałości XIX-wiecznej twierdzy, górującej nad miastem
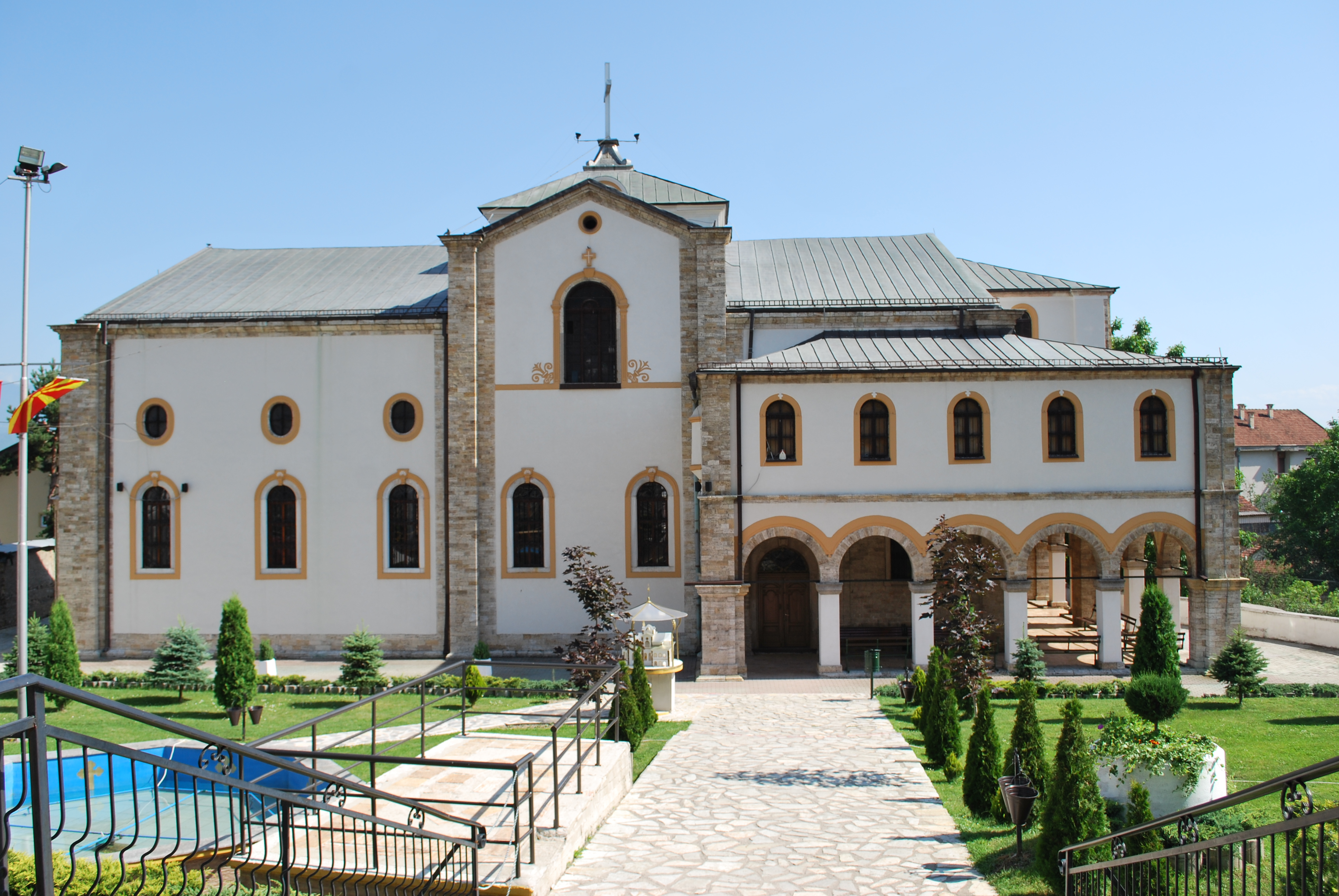
Zabytkowa cerkiew śś. Cyryla i Metodego
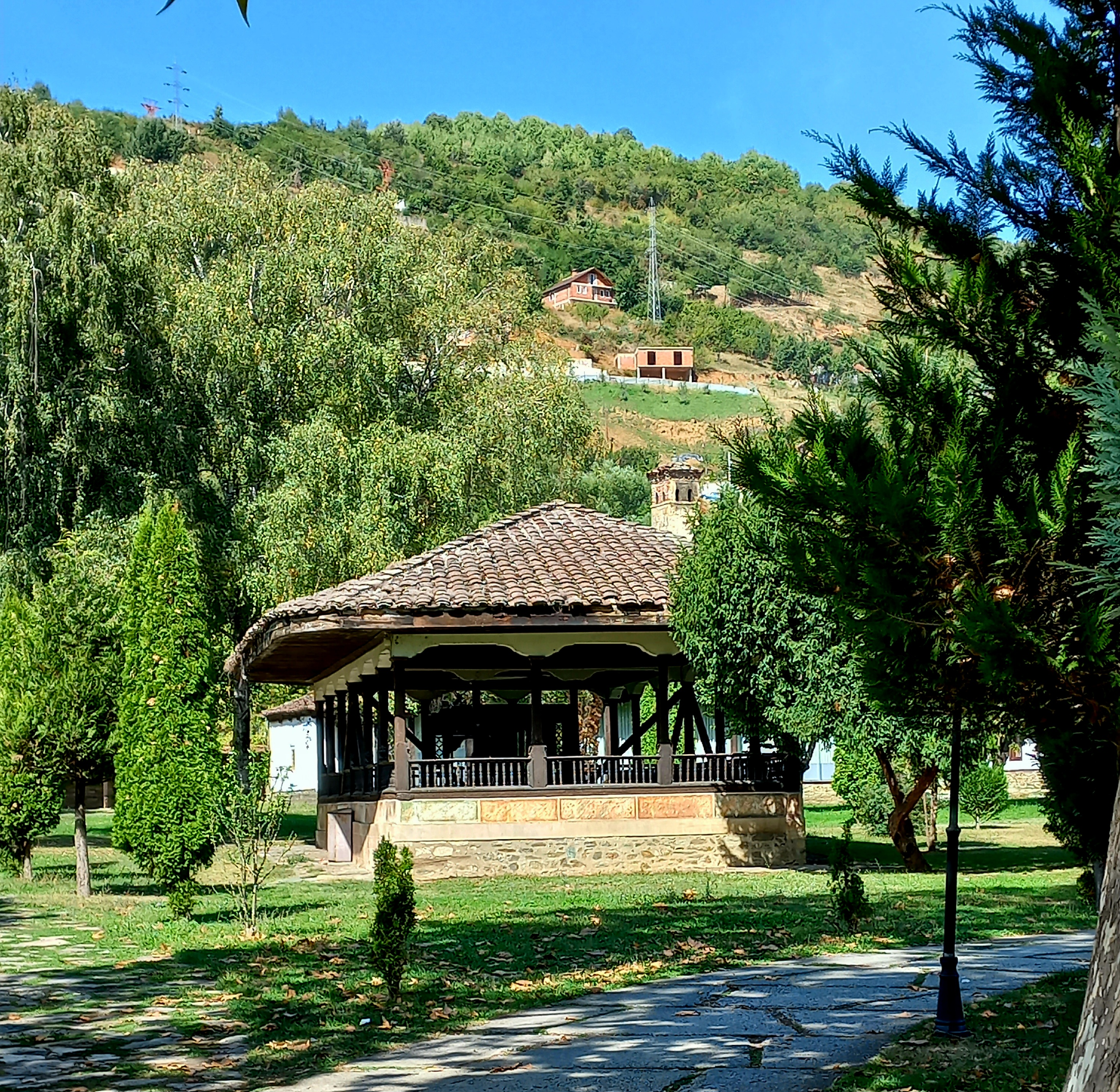
Miejsce zgromadzeń muzułmańskiego odłamu bektaszytów